# Diocesi di Lesvi
La diocesi di Lesvi (in latino: Dioecesis Lesvitana) è una sede soppressa e sede titolare della Chiesa cattolica.

## Storia
Lesvi, identificabile con le rovine di Tala o Mellal oppure con la località di Ain Dokoar nell'odierna  Algeria, è un'antica sede episcopale della provincia romana della Mauritania Sitifense.
Le fonti letterarie documentano l'esistenza di due vescovi di questa diocesi africana. Alla conferenza di Cartagine del 411, che vide riuniti assieme i vescovi cattolici e donatisti dell'Africa romana, partecipò per parte donatista il vescovo Romano; la diocesi in quell'occasione non aveva un vescovo cattolico. Il secondo vescovo è Vadio, il cui nome appare al 10º posto nella lista dei vescovi della Mauritania Sitifense convocati a Cartagine dal re vandalo Unerico nel 484; Vadio, come tutti gli altri vescovi cattolici africani, fu condannato all'esilio.
A Ain Dokoar è stato scoperto un frammento d'iscrizione, databile tra IV e VI secolo, che, se interpretato correttamente, riporta il nome di Felix ep[iscopus].
Dal XX secolo Lesvi è annoverata tra le sedi vescovili titolari della Chiesa cattolica; dal 2 aprile 2014 il vescovo titolare è Bohdan Manyšyn, vescovo ausiliare di Stryj.

## Cronotassi

### Vescovi residenti
- Romano † (menzionato nel 411) (vescovo donatista)

- Vadio † (menzionato nel 484)
- Felice ? † (IV/VI secolo)

### Vescovi titolari
- Auguste-Jean-Gabriel Maurice, O.F.M. † (1º agosto 1908 - 27 luglio 1925 deceduto)
- Denis O'Donaghue † (26 luglio 1924 - 7 novembre 1925 deceduto)
- Simon Zhu Kai-min (Chu or Tsu Kai-min), S.I. † (2 agosto 1926 - 11 aprile 1946 nominato vescovo di Haimen)
- Timothy Finbar Manning † (3 agosto 1946 - 16 ottobre 1967 nominato vescovo di Fresno)
- José Tomás Sánchez † (5 febbraio 1968 - 13 dicembre 1971 nominato vescovo coadiutore di Lucena)
- Leopoldo Sumaylo Tumulak † (12 gennaio 1987 - 28 novembre 1992 nominato vescovo di Tagbilaran)
- Juan María Leonardi Villasmil † (27 gennaio 1994 - 12 luglio 1997 nominato vescovo di Punto Fijo)
- Antoni Dziemianko (4 luglio 1998 - 3 maggio 2012 nominato vescovo di Pinsk)
- Bohdan Manyšyn, dal 2 aprile 2014